# Daïra de Djaafra
La daïra de Djaafra est une daïra d'Algérie située dans la wilaya de Bordj Bou Arreridj et dont le chef-lieu est la ville éponyme de Djaafra.
La daïra de Djaafra comprend quatre communes : Djaafra,Colla, El Main et Tefreg.

## Localisation
La daïra de Djaafra est située au Nord de la wilaya de Bordj Bou Arreridj.

## Histoire
Le territoire de la daïra de Djaafra correspond au territoire de l'ancienne tribu des Beni Yadel. Pendant l'Algérie française, cette tribu, qui comprenait les fractions de Taffreg, Colla, Bounda, Djaafra, El-Main et Djanith, fut rattachée à la commune mixte de Bordj Bou Arreridj créée en 1874 puis à la commune mixte des Bibans créée en 1880. La tribu de Beni-Yadel, désignée par arrêté du 30 avril 1890 pour l'application du sénatus-consulte de 1863, fut divisée en 1890 en 4 douar-commune (Colla, Djaafra, El Main, Tefreg). Ces douars-communes correspondent aux communes d'aujourd'hui.